# Austria na Letnich Igrzyskach Olimpijskich 2012
Austrię na Letnich Igrzyskach Olimpijskich 2012 reprezentowało 70 zawodników: 39 mężczyzn i 31 kobiety. Był to 26 start reprezentacji Austrii na letnich igrzyskach olimpijskich. Po raz drugi w historii startów na letnich igrzyskach olimpijskich reprezentanci Austrii nie zdobyli żadnego medalu.

## Skład kadry

### Badminton
Mężczyźni
| Zawodnik            | Konkurencja    | Faza grupowa      | Faza grupowa      | Faza grupowa      | Faza grupowa | Eliminacje        | Ćwierćfinał       | Półfinał          | Finał             | Finał   |
| Zawodnik            | Konkurencja    | Przeciwnik Punkty | Przeciwnik Punkty | Przeciwnik Punkty | Miejsce      | Przeciwnik Punkty | Przeciwnik Punkty | Przeciwnik Punkty | Przeciwnik Punkty | Miejsce |
| ------------------- | -------------- | ----------------- | ----------------- | ----------------- | ------------ | ----------------- | ----------------- | ----------------- | ----------------- | ------- |
| Michael Lahnsteiner | gra pojedyncza | Raul Must 0-2     | Simon Santoso 2-0 |                   | 3.           |                   |                   |                   |                   | 33.     |

Kobiety
| Zawodniczka    | Konkurencja    | Faza grupowa         | Faza grupowa         | Faza grupowa         | Faza grupowa | Eliminacje           | Ćwierćfinał          | Półfinał             | Finał                | Finał   |
| Zawodniczka    | Konkurencja    | Przeciwniczka Punkty | Przeciwniczka Punkty | Przeciwniczka Punkty | Miejsce      | Przeciwniczka Punkty | Przeciwniczka Punkty | Przeciwniczka Punkty | Przeciwniczka Punkty | Miejsce |
| -------------- | -------------- | -------------------- | -------------------- | -------------------- | ------------ | -------------------- | -------------------- | -------------------- | -------------------- | ------- |
| Simone Prutsch | gra pojedyncza | Neslihan Yiğit 0-2   | Cheng Shao-chieh 0-2 |                      | 3.           |                      |                      |                      |                      | 33.     |

### Gimnastyka
Mężczyźni
| Zawodnik          | Konkurencje – kwalifikacje | Konkurencje – kwalifikacje | Konkurencje – kwalifikacje | Konkurencje – kwalifikacje | Konkurencje – kwalifikacje  | Konkurencje – kwalifikacje  | Konkurencje – kwalifikacje | Konkurencje – kwalifikacje | Konkurencje – kwalifikacje | Konkurencje – kwalifikacje | Konkurencje – kwalifikacje | Konkurencje – kwalifikacje | Konkurencje – kwalifikacje | Konkurencje – kwalifikacje | Konkurencje – kwalifikacje | Konkurencje – kwalifikacje |
| Zawodnik          | Wielobój indywidualnie     | Wielobój indywidualnie     | Ćwiczenia wolne            | Ćwiczenia wolne            | Ćwiczenia na koniu z łękami | Ćwiczenia na koniu z łękami | Ćwiczenia na kółkach       | Ćwiczenia na kółkach       | Ćwiczenia na poręczach     | Ćwiczenia na poręczach     | Ćwiczenia na drążku        | Ćwiczenia na drążku        | Skoki                      | Skoki                      | Wielobój drużynowy         | Wielobój drużynowy         |
| Zawodnik          | Wynik                      | Pozycja                    | Wynik                      | Pozycja                    | Wynik                       | Pozycja                     | Wynik                      | Pozycja                    | Wynik                      | Pozycja                    | Wynik                      | Pozycja                    | Wynik                      | Pozycja                    | Wynik                      | Pozycja                    |
| ----------------- | -------------------------- | -------------------------- | -------------------------- | -------------------------- | --------------------------- | --------------------------- | -------------------------- | -------------------------- | -------------------------- | -------------------------- | -------------------------- | -------------------------- | -------------------------- | -------------------------- | -------------------------- | -------------------------- |
| Fabian Leimlehner | 81,398                     | 39.                        | 12,966                     | 66.                        | 12,100                      | 65.                         | 13,633                     | 60.                        | 14,200                     | 49.                        | 13,533                     | 54.                        | 14,966                     | 56.                        |                            |                            |

Kobiety
| Zawodniczka    | Wynik (kwalifikacje)   | Wynik (kwalifikacje)   | Wynik (kwalifikacje) | Wynik (kwalifikacje) | Wynik (kwalifikacje)   | Wynik (kwalifikacje)   | Wynik (kwalifikacje)    | Wynik (kwalifikacje)    | Wynik (kwalifikacje) | Wynik (kwalifikacje) | Wynik (kwalifikacje) | Wynik (kwalifikacje) |
| Zawodniczka    | Wielobój indywidualnie | Wielobój indywidualnie | Ćwiczenia wolne      | Ćwiczenia wolne      | Ćwiczenia na poręczach | Ćwiczenia na poręczach | Ćwiczenia na równoważni | Ćwiczenia na równoważni | Skoki                | Skoki                | Wielobój drużynowy   | Wielobój drużynowy   |
| Zawodniczka    | Wynik                  | Pozycja                | Wynik                | Pozycja              | Wynik                  | Pozycja                | Wynik                   | Pozycja                 | Wynik                | Pozycja              | Wynik                | Pozycja              |
| -------------- | ---------------------- | ---------------------- | -------------------- | -------------------- | ---------------------- | ---------------------- | ----------------------- | ----------------------- | -------------------- | -------------------- | -------------------- | -------------------- |
| Barbara Gasser | 50,633                 | 46.                    | 12,133               | 75.                  | 12,800                 | 59.                    | 12,000                  | 68.                     | 13,700               | 53.                  |                      |                      |

#### Gimnastyka artystyczna
| Zawodnik       | Konkurencja           | Eliminacje | Eliminacje | Finał | Finał   |
| Zawodnik       | Konkurencja           | Wynik      | Pozycja    | Wynik | Pozycja |
| -------------- | --------------------- | ---------- | ---------- | ----- | ------- |
| Carolina Weber | wielobój indywidualny | 104,950    | 18.        |       |         |

### Jeździectwo
| Zawodnik             | Konkurencja              | Grand Prix | Grand Prix | Grand Prix Special | Grand Prix Special | Finał      | Finał |
| Zawodnik             | Konkurencja              | Wynik      | Poz.       | Wynik              | Poz.               | Wynik      | Poz.  |
| -------------------- | ------------------------ | ---------- | ---------- | ------------------ | ------------------ | ---------- | ----- |
| Victoria Max-Theurer | Ujeżdżenie indywidualnie | 73,267 pkt | 17.        | 73,619 pkt         | 17.                | 79,053 pkt | 13.   |
| Renate Voglsang      | Ujeżdżenie indywidualnie | 69,635 pkt | 34.        |                    |                    |            |       |

| Zawodnik      | Konkurencja        | Ujeżdżenie | Cross country        | Skoki (runda kwalifikacyjna) | Razem                | Skoki (runda finałowa) | Finał                | Pozycja              |
| ------------- | ------------------ | ---------- | -------------------- | ---------------------------- | -------------------- | ---------------------- | -------------------- | -------------------- |
| Harald Ambros | WKKW indywidualnie | 69,50 pkt  | został wyeliminowany | został wyeliminowany         | został wyeliminowany | został wyeliminowany   | został wyeliminowany | został wyeliminowany |

### Judo
Mężczyźni
| Zawodnik        | Konkurencja | 1/32                     | 1/16                      | 1/8              | Ćwierćfinał      | Półfinał         | Pierwsza runda repasaży | Półfinał repasaży | Finał            | Finał   |
| Zawodnik        | Konkurencja | Przeciwnik Wynik         | Przeciwnik Wynik          | Przeciwnik Wynik | Przeciwnik Wynik | Przeciwnik Wynik | Przeciwnik Wynik        | Przeciwnik Wynik  | Przeciwnik Wynik | Pozycja |
| --------------- | ----------- | ------------------------ | ------------------------- | ---------------- | ---------------- | ---------------- | ----------------------- | ----------------- | ---------------- | ------- |
| Ludwig Paischer | −60 kg      | Jacob Gnahoui 0100 -0000 | Rishod Sobirov 0000- 0210 |                  |                  |                  |                         |                   |                  | 17.     |

Kobiety
| Zawodniczka       | Konkurencja | 1/16                         | 1/8                          | Ćwierćfinał               | Półfinał            | Pierwsza runda repasaży       | Półfinał repasaży   | Finał               | Finał   |
| Zawodniczka       | Konkurencja | Przeciwniczka Wynik          | Przeciwniczka Wynik          | Przeciwniczka Wynik       | Przeciwniczka Wynik | Przeciwniczka Wynik           | Przeciwniczka Wynik | Przeciwniczka Wynik | Pozycja |
| ----------------- | ----------- | ---------------------------- | ---------------------------- | ------------------------- | ------------------- | ----------------------------- | ------------------- | ------------------- | ------- |
| Sabrina Filzmoser | – 57 kg     | Joliane Melançon 0100 – 0010 | Hortance Diedhiou 1001 -0001 | Automine Pavia 0002- 0031 |                     | Gulia Quintavalle 0001- '0100 |                     |                     | 7.      |
| Hilde Drexler     | – 63 kg     | Rizlen Zouak 0011 -0000      | Alice Schlesinger 0001- 0002 |                           |                     |                               |                     |                     | 9.      |

### Kajakarstwo
Kobiety
| Zawodniczka                   | Konkurencja | Eliminacje | Eliminacje | Półfinały | Półfinały | Finał    | Finał   | Pozycja |
| Zawodniczka                   | Konkurencja | Czas       | Pozycja    | Czas      | Pozycja   | Czas     | Pozycja | Pozycja |
| ----------------------------- | ----------- | ---------- | ---------- | --------- | --------- | -------- | ------- | ------- |
| Yvonne Schuring Vicki Schwarz | K-2 500m    | 1:46.374   | 4.         | 1:42,317  | 2.        | 1:44,785 | 5. (A)  | 5.      |

#### Kajakarstwo górskie
Mężczyźni
| Zawodnik        | Konkurencja | Eliminacje | Eliminacje | Eliminacje | Eliminacje | Eliminacje | Eliminacje | Półfinały | Półfinały | Finał  | Finał   | Pozycja |
| Zawodnik        | Konkurencja | P 1        | M.         | P 2        | M.         | Razem      | M.         | Czas      | Miejsce   | Czas   | Miejsce | Pozycja |
| --------------- | ----------- | ---------- | ---------- | ---------- | ---------- | ---------- | ---------- | --------- | --------- | ------ | ------- | ------- |
| Helmut Oblinger | K-1         | 88,81      | 5.         | 92,66      | 14.        | 88,81      | 10.        | 98,99     | 7.        | 104,28 | 8.      | 8.      |

Kobiety
| Zawodnik       | Konkurencja | Eliminacje | Eliminacje | Eliminacje | Eliminacje | Eliminacje | Eliminacje | Półfinały | Półfinały | Finał  | Finał   | Pozycja |
| Zawodnik       | Konkurencja | P 1        | M.         | P 2        | M.         | Razem      | M.         | Czas      | Miejsce   | Czas   | Miejsce | Pozycja |
| -------------- | ----------- | ---------- | ---------- | ---------- | ---------- | ---------- | ---------- | --------- | --------- | ------ | ------- | ------- |
| Corinna Kuhnle | K-1         | 160,06     | 16.        | 101,77     | 5.         | 101,77     | 7.         | 111,07    | 5.        | 119,30 | 8.      | 8.      |

### Kolarstwo

#### Kolarstwo szosowe
| Zawodnik       | Konkurencja                    | Czas    | Pozycja |
| -------------- | ------------------------------ | ------- | ------- |
| Bernhard Eisel | wyścig ze startu wspólnego (m) | 5:46:13 | 38.     |
| Daniel Schorn  | wyścig ze startu wspólnego (m) | 5:46:37 | 81.     |

#### Kolarstwo górskie
| Zawodnik           | Konkurencja       | Czas    | Pozycja |
| ------------------ | ----------------- | ------- | ------- |
| Elisabeth Osl      | cross-country (k) | 1:36:47 | 15.     |
| Alexander Gehbauer | cross-country (m) | 1:31:16 | 9.      |
| Karl Markt         | cross-country (m) | 1:33:18 | 20.     |

### Lekkoatletyka
Mężczyźni
Konkurencje biegowe
| Zawodnik           | Konkurencja | Eliminacje | Eliminacje | Ćwierćfinał | Ćwierćfinał | Półfinał | Półfinał | Finał        | Finał        |
| Zawodnik           | Konkurencja | Wynik      | Miejsce    | Wynik       | Miejsce     | Wynik    | Miejsce  | Wynik        | Miejsce      |
| ------------------ | ----------- | ---------- | ---------- | ----------- | ----------- | -------- | -------- | ------------ | ------------ |
| Günther Weidlinger | maraton     |            |            |             |             |          |          | nie ukończył | nie ukończył |
| Andreas Vojta      | 1500 m      | 3:43,52    | 12.        |             |             |          |          |              |              |

Konlurencje techniczne
| Zawodnik      | Konkurencja  | Kwalifikacje | Kwalifikacje | Finał | Finał   |
| Zawodnik      | Konkurencja  | Wynik        | Miejsce      | Wynik | Miejsce |
| ------------- | ------------ | ------------ | ------------ | ----- | ------- |
| Gerhard Mayer | rzut dyskiem | 60,81        | 24.          |       |         |

Kobiety
Konkurencje biegowe
| Zawodnik      | Konkurencja        | Eliminacje | Eliminacje | Ćwierćfinał | Ćwierćfinał | Półfinał | Półfinał | Finał   | Finał   |
| Zawodnik      | Konkurencja        | Wynik      | Miejsce    | Wynik       | Miejsce     | Wynik    | Miejsce  | Wynik   | Miejsce |
| ------------- | ------------------ | ---------- | ---------- | ----------- | ----------- | -------- | -------- | ------- | ------- |
| Andrea Mayr   | maraton            |            |            |             |             |          |          | 2:34:51 | 54.     |
| Beate Schrott | 100 m przez płotki | 13,09      | 1.         |             |             | 12,83    | 2.       | 13,07   | 8.      |

Konkurencje techniczne
| Zawodniczka     | Konkurencja    | Kwalifikacje | Kwalifikacje | Finał | Finał   |
| Zawodniczka     | Konkurencja    | Wynik        | Miejsce      | Wynik | Miejsce |
| --------------- | -------------- | ------------ | ------------ | ----- | ------- |
| Elisabeth Eberl | rzut oszczepem | 49,66        | 37.          |       |         |

Siedmiobój
| Zawodniczka | Konkurencja                | Konkurencja | Wyniki | Punkty | Miejsce |
| ----------- | -------------------------- | ----------- | ------ | ------ | ------- |
| Ivona Dadic |                            |             |        |        |         |
| siedmiobój  | bieg na 100 m przez płotki | 14,58 s     | 898    |        |         |
| siedmiobój  | skok wzwyż                 | 1,80 m      | 978    |        |         |
| siedmiobój  | pchnięcie kulą             | 12,96 m     | 674    |        |         |
| siedmiobój  | bieg 200 m                 | 24,29 s     | 953    |        |         |
| siedmiobój  | skok w dal                 | 6,00 m      | 850    |        |         |
| siedmiobój  | rzut oszczepem             | 41,82 m     | 702    |        |         |
| siedmiobój  | bieg na 800 m              | 2:15,90 min | 880    |        |         |
| Finał       |                            |             |        | 5935   | 25.     |

### Pięciobój nowoczesny
| Zawodnik      | Konkurencja | Szermierka | Szermierka | Szermierka | Pływanie | Pływanie | Pływanie | Jazda konna | Jazda konna | Jazda konna | Kombinacja: strzelanie/bieg przełajowy | Kombinacja: strzelanie/bieg przełajowy | Kombinacja: strzelanie/bieg przełajowy | Suma punktów | Pozycja |
| Zawodnik      | Konkurencja | Wynik      | M.         | Punkty     | Czas     | M.       | Punkty   | Kary        | M.          | Punkty      | Czas                                   | M.                                     | Punkty                                 | Suma punktów | Pozycja |
| ------------- | ----------- | ---------- | ---------- | ---------- | -------- | -------- | -------- | ----------- | ----------- | ----------- | -------------------------------------- | -------------------------------------- | -------------------------------------- | ------------ | ------- |
| Thomas Daniel | mężczyźni   | 17-18      | 13.        | 808        | 2:09,23  | 25.      | 1252     | 20          | 5.          | 1180        | 10:24,02                               | 0                                      | 2504                                   | 5744         | 6.      |

### Pływanie
Mężczyźni
| Zawodnik                                                      | Konkurencja       | Eliminacje | Eliminacje | Półfinał | Półfinał | Finał   | Finał   |
| Zawodnik                                                      | Konkurencja       | Czas       | Miejsce    | Czas     | Miejsce  | Czas    | Miejsce |
| ------------------------------------------------------------- | ----------------- | ---------- | ---------- | -------- | -------- | ------- | ------- |
| David Brandl                                                  | 200m dowolnym     | 1:49,00    | 27.        |          |          |         |         |
| Sebastian Stoss                                               | 200m grzbietowym  | 2:02,91    | 34.        |          |          |         |         |
| Hunor Mate                                                    | 200m klasycznym   | 2:15,98    | 29.        |          |          |         |         |
| Dinko Jukic                                                   | 100m motylkowym   | 52,44      | 13.        | 51,99    | 9.       |         |         |
| Dinko Jukic                                                   | 200m motylkowym   | 1:54,79    | 1.         | 1:54,95  | 6.       | 1:54,35 | 4.      |
| Markus Rogan                                                  | 200m zmiennym     | 1:58,66    | 8.         | –        | DSQ      |         |         |
| David Brandl Christian Scherübl Markus Rogan Florian Janistyn | 4 × 200m dowolnym | 7:17,94    | 16.        |          |          |         |         |

Kobiety
| Zawodniczka        | Konkurencja     | Eliminacje | Eliminacje | Półfinał | Półfinał | Finał | Finał   |
| Zawodniczka        | Konkurencja     | Czas       | Miejsce    | Czas     | Miejsce  | Czas  | Miejsce |
| ------------------ | --------------- | ---------- | ---------- | -------- | -------- | ----- | ------- |
| Jördis Steinegger  | 200m dowolnym   | 2:02,39    | 29.        |          |          |       |         |
| Jördis Steinegger  | 400m zmiennym   | 4:45,80    | 23.        |          |          |       |         |
| Nina Dittrich      | 800m dowolnym   | 8:45,41    | 28         |          |          |       |         |
| Birgit Koschischek | 100m motylkowym | 1:00,54    | 37.        |          |          |       |         |
| Lisa Zaiser        | 200m zmiennym   | 2:14,56    | 19.        |          |          |       |         |

### Pływanie synchroniczne
| Zawodnik                 | Konkurencja | Eliminacje                    | Eliminacje                    | Eliminacje                 | Eliminacje                 | Eliminacje         | Eliminacje         | Finał  | Finał   |
| Zawodnik                 | Konkurencja | Eliminacje – runda techniczna | Eliminacje – runda techniczna | Eliminacje – runda dowolna | Eliminacje – runda dowolna | Eliminacje – Razem | Eliminacje – Razem | Finał  | Finał   |
| Zawodnik                 | Konkurencja | Punkty                        | Miejsce                       | Punkty                     | Miejsce                    | Punkty             | Miejsce            | Punkty | Miejsce |
| ------------------------ | ----------- | ----------------------------- | ----------------------------- | -------------------------- | -------------------------- | ------------------ | ------------------ | ------ | ------- |
| Nadine Brandl Livia Lang | Duety       | 82,000                        | 19.                           | 81,850                     | 20.                        | 163,850            | 19.                |        |         |

### Siatkówka

#### Siatkówka plażowa
Mężczyźni
| Zawodnik                        | Konkurencja | Faza grupowa                                          | Faza grupowa                                  | Faza grupowa                                              | Pozycja | 1/8              | Ćwierćfinały     | Półfinały        | Finał            | Finał   |
| Zawodnik                        | Konkurencja | Przeciwnik Wynik                                      | Przeciwnik Wynik                              | Przeciwnik Wynik                                          | Pozycja | Przeciwnik Wynik | Przeciwnik Wynik | Przeciwnik Wynik | Przeciwnik Wynik | Pozycja |
| ------------------------------- | ----------- | ----------------------------------------------------- | --------------------------------------------- | --------------------------------------------------------- | ------- | ---------------- | ---------------- | ---------------- | ---------------- | ------- |
| Clemens Doppler Alexander Horst | mężczyźni   | Alison Cerutti Emanuel Rego 1:2 (21:19, 17:21, 14:16) | Daniele Lupo Paolo Nicolai 2:0 (21:18, 21:17) | Jefferson Bellaguarda Patrick Heuscher 0:2 (22:24, 12:21) | 4       |                  |                  |                  |                  | 19.     |

Kobiety
| Zawodniczka                        | Konkurencja | Faza grupowa                                                | Faza grupowa                                           | Faza grupowa                                           | Pozycja | Play-off                                      | 1/8                                                      | Ćwierćfinały                        | Półfinały        | Finał            | Finał   |
| Zawodniczka                        | Konkurencja | Przeciwnik Wynik                                            | Przeciwnik Wynik                                       | Przeciwnik Wynik                                       | Pozycja | Przeciwnik Wynik                              | Przeciwnik Wynik                                         | Przeciwnik Wynik                    | Przeciwnik Wynik | Przeciwnik Wynik | Pozycja |
| ---------------------------------- | ----------- | ----------------------------------------------------------- | ------------------------------------------------------ | ------------------------------------------------------ | ------- | --------------------------------------------- | -------------------------------------------------------- | ----------------------------------- | ---------------- | ---------------- | ------- |
| Stefanie Schwaiger Doris Schwaiger | kobiety     | Kristýna Kolocová Markéta Sluková 1:2 (21:10, 13:21, 13:15) | Natalie Cook Tamsin Hinchley 2:1 (18:21, 22:20, 15:10) | Misty May-Treanor Kerri Walsh 1:2 (21:17, 8:21, 10:15) | 3       | Zara Dampney Shauna Mullin 2:0 (21:15, 21:12) | Anastasija Wasina Anna Wozakowa 2:1 (21:17, 16:21, 15:9) | Xue Che Zhang Xi 0:2 (18:21, 11:21) |                  |                  | 5.      |

### Strzelectwo
Mężczyźni
| Zawodnik            | Konkurencja | Kwalifikacje | Kwalifikacje | Finał | Finał   |
| Zawodnik            | Konkurencja | Wynik        | Pozycja      | Wynik | Pozycja |
| ------------------- | ----------- | ------------ | ------------ | ----- | ------- |
| Thomas Farnik       | kpn 60      | 591          | 28.          |       |         |
| Thomas Farnik       | ksp 3x40    | 1167         | 12.          |       |         |
| Thomas Farnik       | kdw 60 l    | 592          | 27.          |       |         |
| Christian Planer    | kdw 60 l    | 592          | 23.          |       |         |
| Andreas Scherhaufer | trap 125    | 119          | 17.          |       |         |

Kobiety
| Zawodnik            | Konkurencja | Kwalifikacje | Kwalifikacje | Finał | Finał   |
| Zawodnik            | Konkurencja | Wynik        | Pozycja      | Wynik | Pozycja |
| ------------------- | ----------- | ------------ | ------------ | ----- | ------- |
| Stephanie Obermoser | kpn 40      | 395          | 19.          |       |         |
| Stephanie Obermoser | ksp 3x20    | 573          | 37.          |       |         |

### Szermierka
Mężczyźni
| Zawodnik         | Konkurencja          | 1/32             | 1/16             | 1/8              | Ćwierćfinały     | Miejsca 5-8.     | Półfinały        | Mecz o 5. miejsce | Finał            | Finał   |
| Zawodnik         | Konkurencja          | Przeciwnik Wynik | Przeciwnik Wynik | Przeciwnik Wynik | Przeciwnik Wynik | Przeciwnik Wynik | Przeciwnik Wynik | Przeciwnik Wynik  | Przeciwnik Wynik | Pozycja |
| ---------------- | -------------------- | ---------------- | ---------------- | ---------------- | ---------------- | ---------------- | ---------------- | ----------------- | ---------------- | ------- |
| Roland Schlosser | floret indywidualnie |                  | Lei Sheng 9:15   |                  |                  |                  |                  |                   |                  | 17.     |

### Tenis stołowy
| Zawodnik                                   | Konkurencja           | Eliminacje       | Runda 1          | Runda 2                                                         | Runda 3                                                     | 1/8 finału                                       | Ćwierćfinały     | Półfinały        | Finał            | Finał   |
| Zawodnik                                   | Konkurencja           | Przeciwnik Wynik | Przeciwnik Wynik | Przeciwnik Wynik                                                | Przeciwnik Wynik                                            | Przeciwnik Wynik                                 | Przeciwnik Wynik | Przeciwnik Wynik | Przeciwnik Wynik | Pozycja |
| ------------------------------------------ | --------------------- | ---------------- | ---------------- | --------------------------------------------------------------- | ----------------------------------------------------------- | ------------------------------------------------ | ---------------- | ---------------- | ---------------- | ------- |
| Chen Weixing                               | gra pojedyncza (m)    |                  |                  | Ołeksandr Diduch 4-0 (11:7, 11:5, 11:6, 11:7)                   | Adrien Mattenet 4-0 (11:3, 16:14, 11:6, 11:9)               | Dimitrij Ovtcharov 0-4 (8:11, 14:16, 8:11, 5:11) |                  |                  |                  | 9.      |
| Werner Schlager                            | gra pojedyncza (m)    |                  |                  | Mihai Bobocica 4-2 (10:12, 11:9, 5:11, 11:8, 14:12, 12:10)      | Wang Hao 1-4 (3:11, 11:8, 9:11, 8:11, 9:11)                 |                                                  |                  |                  |                  | 17.     |
| Robert Gardos Werner Schlager Chen Weixing | turniej drużynowy (m) |                  |                  |                                                                 |                                                             | Egipt · 3-0                                      | Niemcy · 0-3     |                  |                  | 5.      |
| Liu Jia                                    | gra pojedyncza (k)    |                  |                  | Aleksandra Priwałowa 4-2 (5:11, 11:4, 11:8, 12:10, 10:12, 11:4) | Kim Kyung-ah 1-4 (8:11, 11:6, 4:11, 5:11, 9:11)             |                                                  |                  |                  |                  | 17.     |
| Li Qiangbing                               | gra pojedyncza (k)    |                  |                  | Zhang Mo 4-1 (11:9, 9:11, 11:2, 11:9, 11:9)                     | Kasumi Ishikawa 2-4 (13:11, 12:10, 7:11, 10;12, 8:11, 5:11) |                                                  |                  |                  |                  | 17.     |
| Liu Jia Amelie Solja Li Qiangbing          | turniej drużynowy (k) |                  |                  |                                                                 |                                                             | Hongkong · 1-3                                   |                  |                  |                  | 9.      |

### Tenis ziemny
Kobiety
| Zawodnik      | Konkurencja | 1/32                     | 1/16             | 1/8              | Ćwierćfinały     | Półfinały        | Finał            | Finał         |
| Zawodnik      | Konkurencja | Przeciwnik Wynik         | Przeciwnik Wynik | Przeciwnik Wynik | Przeciwnik Wynik | Przeciwnik Wynik | Przeciwnik Wynik | Pozycja       |
| ------------- | ----------- | ------------------------ | ---------------- | ---------------- | ---------------- | ---------------- | ---------------- | ------------- |
| Tamira Paszek | singel      | Alizé Cornet 6:7(4), 4:6 | → Nie awansowała | → Nie awansowała | → Nie awansowała | → Nie awansowała | → Nie awansowała | Miejsca 33-64 |

Mężczyźni
| Zawodnik                     | Konkurencja | 1/32                    | 1/16                                      | 1/8                                         | Ćwierćfinały     | Półfinały        | Finał            | Finał         |
| Zawodnik                     | Konkurencja | Przeciwnik Wynik        | Przeciwnik Wynik                          | Przeciwnik Wynik                            | Przeciwnik Wynik | Przeciwnik Wynik | Przeciwnik Wynik | Pozycja       |
| ---------------------------- | ----------- | ----------------------- | ----------------------------------------- | ------------------------------------------- | ---------------- | ---------------- | ---------------- | ------------- |
| Jürgen Melzer                | singel      | Marin Čilić 6:7(5), 2:6 | → Nie awansował                           | → Nie awansował                             | → Nie awansował  | → Nie awansował  | → Nie awansował  | Miejsca 33-64 |
| Jürgen Melzer Alexander Peya | debel       |                         | Andy Murray Jamie Murray 5:7, 7:6(6), 7:5 | David Ferrer Feliciano López 3:6, 6:3, 9:11 | → Nie awansowali | → Nie awansowali | → Nie awansowali | Miejsca 9-16  |

### Triathlon
| Zawodnik         | Konkurencja | Pływanie (1,5 km) | Jazda na rowerze (40 km) | Bieg (10 km) | Czas    | Pozycja |
| ---------------- | ----------- | ----------------- | ------------------------ | ------------ | ------- | ------- |
| Andreas Giglmayr | mężczyźni   | 18:57             | 58:45                    | 32:21        | 1:51:14 | 40.     |
| Lisa Perterer    | kobiety     | 20:17             | 1:10:12                  | 37:23        | 2:09:12 | 48.     |

### Zapasy
Mężczyźni – styl klasyczny
| Zawodnik         | Konkurencja | Kwalifikacje      | 1/8                     | Ćwierćfinał      | Półfinał         | Repesaż 1        | Repesaż 2        | Finał            | Finał   |
| Zawodnik         | Konkurencja | Przeciwnik Wynik  | Przeciwnik Wynik        | Przeciwnik Wynik | Przeciwnik Wynik | Przeciwnik Wynik | Przeciwnik Wynik | Przeciwnik Wynik | Pozycja |
| ---------------- | ----------- | ----------------- | ----------------------- | ---------------- | ---------------- | ---------------- | ---------------- | ---------------- | ------- |
| Amer Hrustanovic | −84 kg      | Lee Se-yeol 4 – 0 | Damian Janikowski 0 – 5 |                  |                  |                  |                  |                  | 10.     |

### Żeglarstwo
Kobiety
| Zawodnik                | Konkurencja | Wyścig | Wyścig | Wyścig | Wyścig | Wyścig | Wyścig | Wyścig | Wyścig | Wyścig | Wyścig | Wyścig | Punkty | Finałowa pozycja |
| Zawodnik                | Konkurencja | 1      | 2      | 3      | 4      | 5      | 6      | 7      | 8      | 9      | 10     | M*     | Punkty | Finałowa pozycja |
| ----------------------- | ----------- | ------ | ------ | ------ | ------ | ------ | ------ | ------ | ------ | ------ | ------ | ------ | ------ | ---------------- |
| Eva Schimak Lara Vadlau | 470         | 20     | 15     | 15     | 15     | 18     | 13     | 20     | 18     | 10     | 19     | –      | 143    | 20.              |

Mężczyźni
| Zawodnik                             | Konkurencja | Wyścig | Wyścig | Wyścig | Wyścig | Wyścig   | Wyścig | Wyścig | Wyścig | Wyścig | Wyścig | Wyścig | Punkty | Finałowa pozycja |
| Zawodnik                             | Konkurencja | 1      | 2      | 3      | 4      | 5        | 6      | 7      | 8      | 9      | 10     | M*     | Punkty | Finałowa pozycja |
| ------------------------------------ | ----------- | ------ | ------ | ------ | ------ | -------- | ------ | ------ | ------ | ------ | ------ | ------ | ------ | ---------------- |
| Andreas Geritzer                     | Laser       | 6      | 20     | 22     | 16     | 6        | 28     | 22     | 22     | 32     | 16     | –      | 158    | 20.              |
| Florian Raudaschl                    | Finn        | 6      | 19     | 23     | 24     | 25 (OCS) | 15     | 21     | 24     | 24     | 23     | –      | 179    | 23.              |
| Florian Reichstädter Matthias Schmid | 470         | 1      | 4      | 7      | 19     | 4        | 16     | 24     | 10     | 14     | 14     | 18     | 107    | 9.               |

Open
| Zawodnik                    | Konkurencja | Wyścig | Wyścig | Wyścig | Wyścig | Wyścig | Wyścig | Wyścig | Wyścig | Wyścig | Wyścig | Wyścig | Wyścig | Wyścig | Wyścig | Wyścig | Wyścig | Punkty | Finałowa pozycja |
| Zawodnik                    | Konkurencja | 1      | 2      | 3      | 4      | 5      | 6      | 7      | 8      | 9      | 10     | 11     | 12     | 13     | 14     | 15     | M*     | Punkty | Finałowa pozycja |
| --------------------------- | ----------- | ------ | ------ | ------ | ------ | ------ | ------ | ------ | ------ | ------ | ------ | ------ | ------ | ------ | ------ | ------ | ------ | ------ | ---------------- |
| Nico Delle Karth Niko Resch | 49er        | 10     | 15     | 6      | 5      | 5      | 16     | 4      | 19     | 4      | 9      | 6      | 17     | 11     | 4      | 4      | 2      | 118    | 4.               |

M=Wyścig medalowy